# День народного единства
День наро́дного еди́нства — российский государственный праздник, отмечаемый 4 ноября, начиная с 2005 года. В этот день установлен день воинской славы России. В соответствии с Федеральным законом от 29 декабря 2004 № 201-ФЗ, 4 ноября является выходным днём. Значение праздника — единство всего российского общества; Русская православная церковь добавляют к этому единство Церкви.

## Установление и значение праздника
Вначале, согласно Федеральному закону о днях воинской славы, принятому в 1995 году, праздник связывался с 7 ноября. Праздник в нынешнем виде установлен с одной стороны в честь победы над поляками в 1612 году, с другой — для восстановления дореволюционного чествования Казанской иконы Божией Матери.
В 2007 году президент Владимир Путин выразил смысл праздника в следующем: «Тогда, в далеком 1612 году, здесь, под стенами Кремля, была одержана не только победа над иноземными захватчиками: благодаря единению многонационального народа России был положен предел многолетней смуте и внутренним распрям». В 2013 году он сформулировал эту идею так: «Этот праздник, уходящий корнями в глубину веков, обращает нас к одной из самых ярких героических страниц нашей истории. Тогда, в далеком 1612 году, на призыв к единению перед лицом жестокого и беспощадного врага откликнулись люди разных сословий, вероисповеданий и национальностей». В 2014 году президент добавил к этому опыт защиты национальных интересов и суверенитета, что связал с актуальными событиями.
Праздник возрождён по инициативе митрополита Кирилла, будущего патриарха, делавшего акцент на массовом героизме и патриотизме и видевшего в событиях 1612 года аналогию современным (2004—2005) событиям. По его мнению, это предостережение против заимствования чужого модернизационного опыта за счёт утраты своего государственного суверенитета и веры. Патриарх Кирилл поставил события 1612 года в один ряд с победой в Великой Отечественной войне, делая акцент на массовом героизме и патриотизме, а также на солидарности общества перед лицом смертельного врага. Кирилл подчеркнул религиозную составляющую праздника, посвящённого Казанской иконе Божией Матери и прославляющего деятелей Церкви, которые восстали против «беззакония», и православную веру, которая смогла остановить кровопролитие.
В 2004 году календарь государственных праздников России был переработан. На 4 ноября был установлен День народного единства, когда было решено отмечать победу над захватившими Москву в 1612 году поляками. Праздник должен был быть заменой праздновавшемуся 7 ноября Дню согласия и примирения.
29 сентября 2004 года патриарх Московский и всея Руси Алексий II публично поддержал инициативу Думы установить празднование 4 ноября. Патриарх видел смысл праздника в единении российского народа независимо от национальности и вероисповедания: «Этот день напоминает нам, как в 1612 году россияне разных вер и национальностей преодолели разделение, превозмогли грозного недруга и привели страну к стабильному гражданскому миру». Единство народа Алексий II он тесно связывал с единством Церкви, акцентируя внимание на религиозной составляющей праздника.
События 1612 году позволили создать яркий образ Смуты, которая произошла по вине, с одной стороны, коррупционного боярства, с другой, различных изменников, с третьей, в условиях внешней военной интервенцией поляков. Смуту преодолели не усилия власти, а народный подъём, исходивший из глубинки, из Нижнего Новгорода, то есть от простого русского народа. Праздник показывает, кто является своими и чужими и кто смог победить.
Обосновывая легитимность праздника Андрей Исаев, глава комитета Госдумы по труду и социальной политике, заместитель секретаря президиума генерального совета партии «Единая Россия» высказывал мнение, что праздник служит в качестве воспоминания о польско-литовской интервенции, а также вслед за Путиным говорил, что речь смысл праздника не в противостоянии полякам, а в сопротивлении международной интервенции в принципе. Главным он называет сплочение народа, морально-нравственную составляющую праздника. О сплоченности единого многонационального народа России говорили в связи с данным праздником и ряд других политиков. В 2010 году в рамках направленности мысли властной элиты того времени Исаев добавил, что 4 ноября является праздником консервативных ценностей. Александр Дугин писал о борьбе с «польско-литовскими оккупантами», подчеркивая патриотизм и православие как две силы, которые обеспечили победу.

## Дата праздника
22 октября (1 ноября) 1612 года народное ополчение под предводительством Кузьмы Минина и Дмитрия Пожарского штурмом взяло Китай-город, гарнизон Речи Посполитой отступил в Кремль. Князь Пожарский вступил в Китай-город с Казанской иконой Божией Матери. 26 октября (5 ноября) командование польского гарнизона Кремля подписало капитуляцию, выпустив тогда же из Кремля московских бояр (законное правительство России) и других знатных лиц, среди которых находился и будущий царь Михаил Фёдорович. На следующий день 27 октября (6 ноября) гарнизон сдался. Но 25 октября (4 ноября) в Москве не произошло никаких значимых событий.

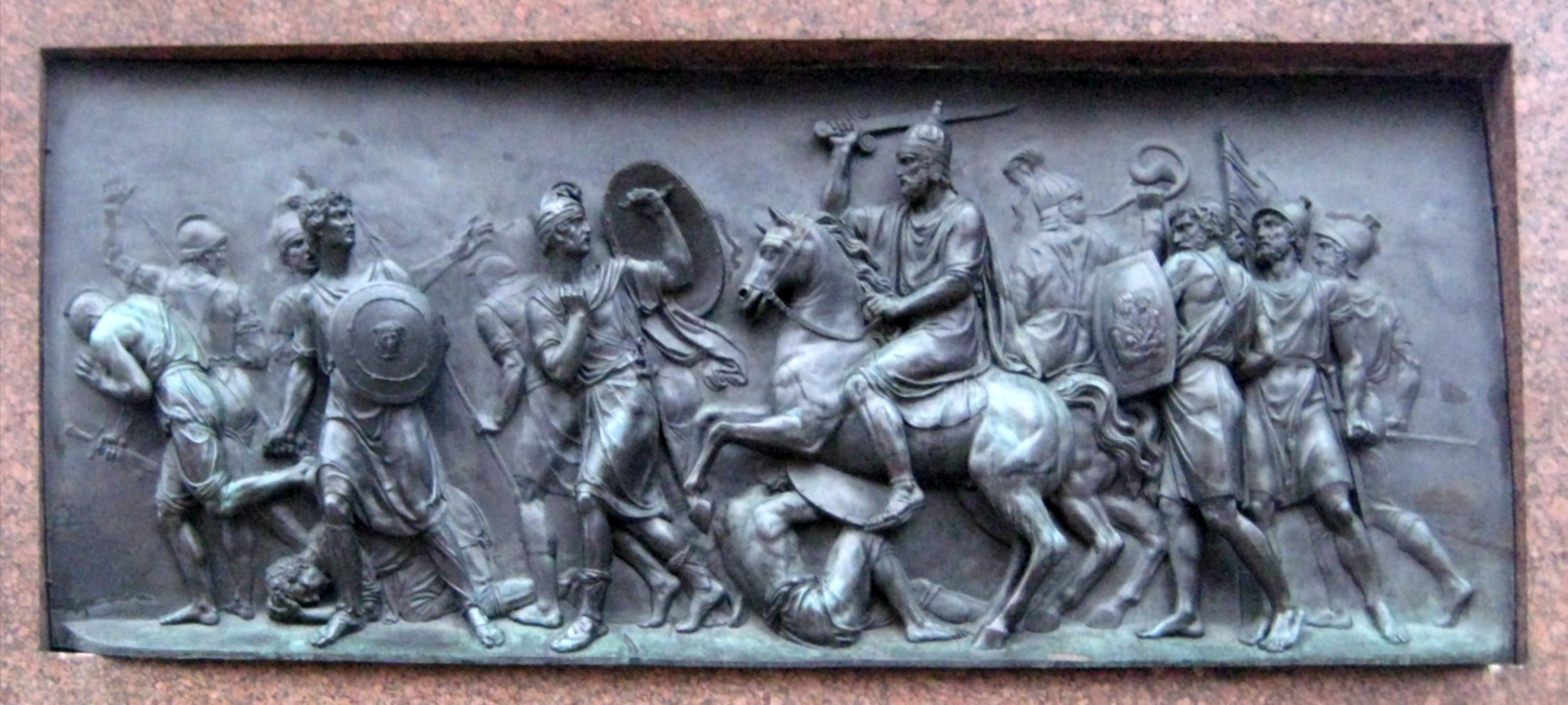
Победа народного ополчения над поляками. Барельеф с памятника Минину и Пожарскому

В 1649 году царь Алексей Михайлович распорядился отмечать день Казанской иконы Божией Матери не только летом, но и 22 октября (по юлианскому календарю), когда у него родился первенец Дмитрий Алексеевич. «Празднование Казанской иконе Божией Матери (в память избавления Москвы и России от поляков в 1612 году)» сохраняется в православном и народном календаре до настоящего времени.
В XX и XXI веках дню 22 октября по юлианскому календарю соответствует в григорианском календаре 4 ноября. Именно эта дата — 22 октября по юлианскому календарю, или 4 ноября по григорианскому календарю — выбрана в качестве дня государственного праздника.

### Несоответствие хронологии
Федеральный закон от 13 марта 1995 года № 32-ФЗ «О днях воинской славы и памятных датах России» (в редакции от 29 декабря 2004 года) установил день воинской славы 4 ноября — День народного единства. Дата приурочена к взятию воинами народного ополчения под предводительством нижегородского старосты Кузьмы Минина и князя Дмитрия Пожарского штурмом Китай-города. Китай-город был взят 22 октября 1612 года по юлианскому календарю, что на тот момент соответствовало 1 ноября 1612 года по григорианскому календарю. Дата 4 ноября является ошибочной и не соответствует общепринятой в научном мире хронологии.

## Дискуссия вокруг праздника

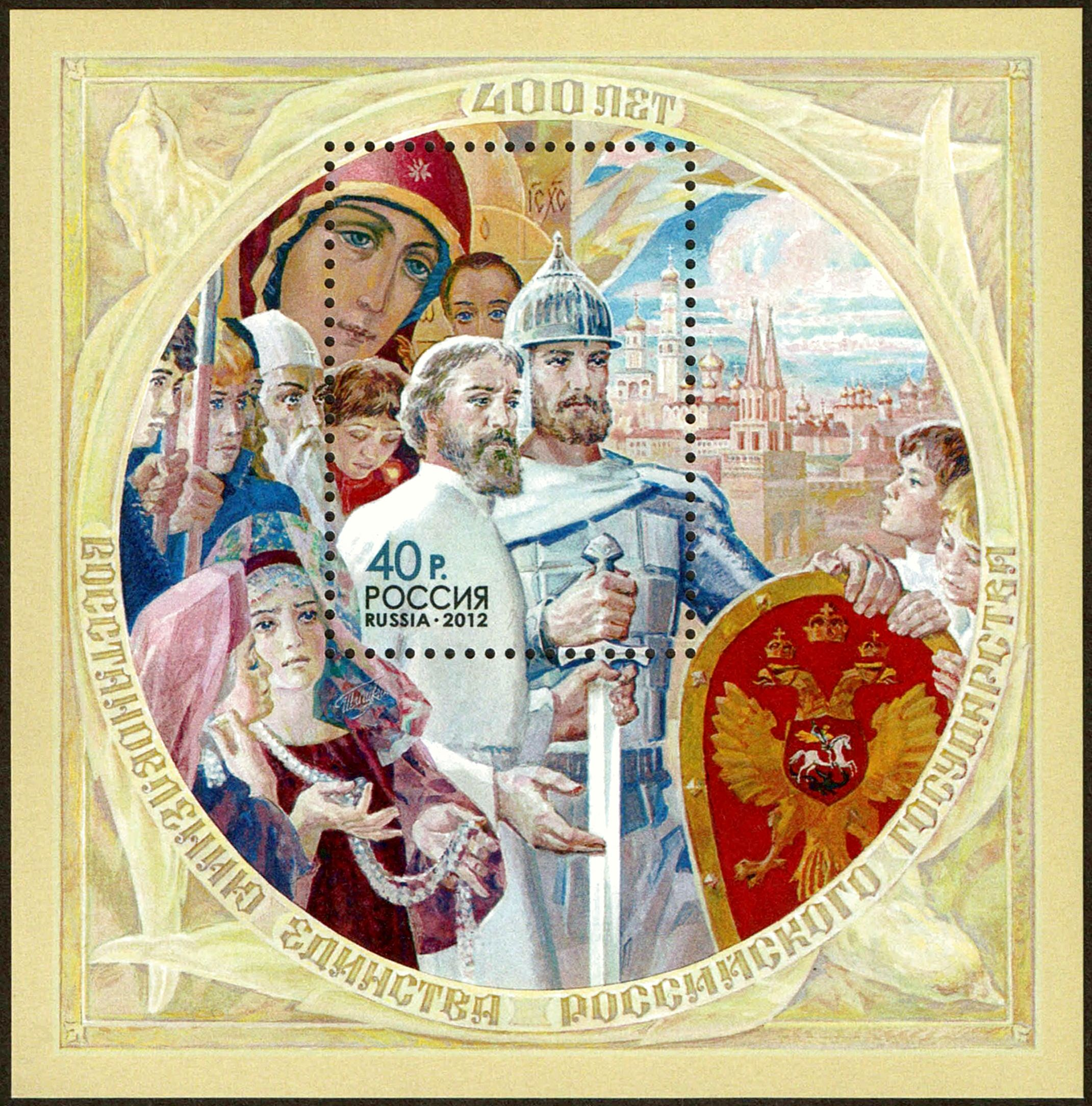
400 лет восстановлению единства Российского государства, почтовый блок России, 2012. Изображены: руководители Второго народного ополчения Кузьма Минин и князь Дмитрий Пожарский; патриарх Гермоген, духовный лидер сопротивления польской интервенции (слева); женщины, жертвующие свои драгоценности на нужды ополчения; Казанская икона Божией Матери, почитаемая как оказывающая помощь в борьбе против захватчиков; герб Русского царства в 1612—1620 годах; вид Московского кремля в XVII веке

После введения поправки к Трудовому кодексу и появления нового праздника в обществе разгорелась бурная дискуссия. В пояснительной записке к проекту закона отмечалось:
4 ноября 1612 г. воины народного ополчения под предводительством Кузьмы Минина и Дмитрия Пожарского штурмом взяли Китай-город, освободив Москву от польских интервентов и продемонстрировав образец героизма и сплочённости всего народа вне зависимости от происхождения, вероисповедания и положения в обществе.
Однако высказывались мнения, что праздник 4 ноября не имеет никакой исторической связи с описанными выше событиями, приводились рассуждения о способе датирования старых праздников в новом стиле. Все эти мнения сводятся к одному: в целях отмены советского праздника Великой Октябрьской социалистической революции, а также досрочного завершения работы над законопроектом была выбрана дата 4 ноября.
Также отмечалось, что День народного единства — это воскрешённый государственный праздник, учреждённый в 1649 году указом царя Алексея Михайловича. По этому указу церковный праздник Казанской иконы Божией Матери приобретает статус государственного. С приходом советской власти традиция отмечать освобождение Москвы прервалась.
Некоторые политологи и политические деятели также высказывались о празднике. Их мнения по этому вопросу расходятся. Звучали слова и о том, что новый праздник не приживётся в России, и о том, что День народного единства имеет хорошие перспективы в будущем.

Британский еженедельник The Economist связывает перемену повода для празднования с началом Оранжевой революции на Украине (22 ноября 2004 года по 23 января 2005 года), а именно с тем, что Владимир Путин негативно относится к идее революции в целом.
В Польше праздник был воспринят в качестве «антипольской акции».
С 2005 года в День народного единства в ряде городов России проводится «Русский марш» — митинги и шествия русских националистических групп и организаций. Националисты предприняли попытки «монополизировать» праздник. Практически каждый год российские власти пытались запретить мероприятие, а затем привлекали к ответственности его организаторов. К 2014 году движение было фактически разгромлено.

## Данные опросов
В 2006 году главным праздником большинство (57% респондентов) продолжали считать День Победы. Вторым по популярности был День России 12 июня (19%), третьим — День Конституции России 12 декабря (5%). День Октябрьской революции имел вдвое больше поддержки (4 %), чем новый в то время День народного единства (2 %) и затем несколько лет устойчиво опережал его по популярности. Тем не менее, более половины опрошенных не собирались праздновать в ноябре какой-либо праздник. По данным опроса среди студентов в 2013 году, День народного единства не вошёл в десятку значимых для молодёжи событий. В 2018 году этот праздник отмечался только  46 % россиян. Православные эксперты, которые участвовали в круглом столе, организованном в марте 2015 года Российским православным университетом, не включили освобождение Москвы от поляков в 1612 году в число значимых событий российской истории.
По данным фонда «Общественное мнение», с 2010-х годов более половины населения России стали позитивно относиться к празднованию Дня народного единства: 57 % в 2013 году и 63 % в 2014 году; по популярности праздник стал опережать День Октябрьской революции. Сохраняется неясное представление о том, какие именно исторические события стали основанием для праздника: в 2012—2013 годы таковых респондентов было не менее 70 %.
В 2019 году в преддверии Дня народного единства ВЦИОМ был проведён опрос о значимости этого праздника для народов России. На вопрос, имеется ли единство народов России как общероссийского народа, положительно ответила большая часть жителей маленьких городков с населением менее 100 тысяч человек — 41 %, а также жители городов, население которых составляет от 100 и 500 тысяч человек — 40 %. Напротив, жители крупных городов, имеющих население от 500 до 950 тысяч человек, а также городов-миллионников и городов Москвы и Санкт-Петербурга в основном не высказались положительно: 62, 56 и 59 % соответственно.
Согласно опросу фонда «Общественное мнение», на момент конца октября 2020 года 71 % опрошенных считает, что людей, которые воспринимают 4 ноября как очередной выходной, больше, чем тех, кто воспринимает его как праздник.

## Другие государства

### Непризнанные государства
ПМР. 4 ноября — День народного единства, согласно указу Президента от 16 ноября 2012 года, входит число памятных дат.

### Частично признанные государства
Южная Осетия. 4 ноября отмечается День народного единства.

## Фильмы
- «1612: Хроники смутного времени» (фильм, 2007)
- «Крепость. Щитом и мечом» (мультфильм, 2015)